# José Joaquín Matos García
José Joaquín Matos García, meglio noto come Matos (Utrera, 6 maggio 1995), è un calciatore spagnolo, difensore del Ceuta.

## Carriera
Cresciuto nel settore giovanile del Siviglia, ha debuttato con la seconda squadra degli andalusi il 17 marzo 2013, a soli 17 anni. Inserito definitivamente nella rosa dal 2014, si afferma subito come titolare nel ruolo; il 1º maggio 2016 esordisce con i Rojiblancos, nella partita di Liga persa per 1-0 contro l'Espanyol.
Il 4 luglio 2018, rimasto svincolato dopo, firma un triennale con il Cadice.

## Statistiche

### Presenze e reti nei club
Statistiche aggiornate al 16 agosto 2018.
| Stagione                | Squadra                 | Campionato              | Campionato | Campionato | Coppe nazionali | Coppe nazionali | Coppe nazionali | Coppe continentali | Coppe continentali | Coppe continentali | Altre coppe | Altre coppe | Altre coppe | Totale | Totale |
| Stagione                | Squadra                 | Comp                    | Pres       | Reti       | Comp            | Pres            | Reti            | Comp               | Pres               | Reti               | Comp        | Pres        | Reti        | Pres   | Reti   |
| ----------------------- | ----------------------- | ----------------------- | ---------- | ---------- | --------------- | --------------- | --------------- | ------------------ | ------------------ | ------------------ | ----------- | ----------- | ----------- | ------ | ------ |
| mar. 2013               | Sevilla Atlético        | SDB                     | 1          | 0          | -               | -               | -               | -                  | -                  | -                  | -           | -           | -           | 1      | 0      |
| 2013-2014               | Sevilla Atlético        | SDB                     | 1          | 0          | -               | -               | -               | -                  | -                  | -                  | -           | -           | -           | 1      | 0      |
| 2014-2015               | Sevilla Atlético        | SDB                     | 36         | 0          | -               | -               | -               | -                  | -                  | -                  | -           | -           | -           | 36     | 0      |
| 2015-2016               | Sevilla Atlético        | SDB                     | 35+6       | 0          | -               | -               | -               | -                  | -                  | -                  | -           | -           | -           | 41     | 0      |
| 2016-2017               | Sevilla Atlético        | SD                      | 40         | 0          | -               | -               | -               | -                  | -                  | -                  | -           | -           | -           | 0      | 0      |
| 2017-2018               | Sevilla Atlético        | SD                      | 24         | 1          | -               | -               | -               | -                  | -                  | -                  | -           | -           | -           | 31     | 0      |
| Totale Sevilla Atlético | Totale Sevilla Atlético | Totale Sevilla Atlético | 137+6      | 1          |                 | -               | -               |                    | -                  | -                  |             | -           | -           | 143    | 1      |
| 2018-2019               | Cadice                  | SD                      | 0          | 0          | CR              | 0               | 0               | -                  | -                  | -                  | -           | -           | -           | 0      | 0      |
| Totale carriera         | Totale carriera         | Totale carriera         | 137+6      | 1          |                 | 0               | 0               |                    | -                  | -                  |             | -           | -           | 143    | 1      |